# Мусаниф, Сергей Сергеевич
Сергей Сергеевич Мусаниф (он же Виталий Фролов; род. 21 марта 1977, Ташкент) — российский писатель-фантаст. Работает в жанрах от боевой фантастики до юмористической и фэнтези.

## Биография
Родился в Ташкенте, позднее переехал в Москву. В своём профиле в сети LinkedIn Мусаниф значится как «индивидуальный предприниматель». Женат. Дебютировал в сети повестью «Осина и серебро» и рассказом «ДТП». В 2005 году был опубликован первый роман Мусанифа «Древнее китайское проклятие», написанный в жанре юмористического фэнтези.
В 2010—2011 годах вышли первые произведения, написанные Мусанифом в соавторстве — «Манёвры неудачников» и «Шанс для неудачников» (соавтор Роман Злотников). Затем у автора начались разногласия с издательством «Альфа-книга» и его новые произведения перестали публиковаться. Вновь Мусаниф стал публиковаться в 2017 году в Интернете.

### Серия «Гвардия»
- 2006 — «Гвардия» («Альфа-книга», «Армада»)
- 2006 — «Хроника Третьего Кризиса» («Альфа-книга», «Армада»)

### Серия «Тёмная сторона медали»
Другое название — «Империи Тёмных Властелинов»
- 2006 — «Тёмная сторона медали» (Альфа-книга)
- 2009 — «Цвет мира — серый» («Альфа-книга»)
- 2017 — «Колдуны и герои»

### Серия «Правила стрелка»
Другое название — «Стрелок и маг»
- 2007 — «Первое правило стрелка»
- 2007 — «Второе правило стрелка»
- 2008 — «Третье правило стрелка»
- 2008 — «Последнее правило стрелка» («Альфа-книга», «Армада»)

### Серия «Имперские танцы»
- 2007 — «Имперский гамбит» (Альфа-книга, Армада)
- 2006 — «Имперские войны» («Альфа-книга», «Армада»)
- 2006 — «Имперские танцы» («Альфа-книга», «Армада»)

### Серия: «Прикончить чародея»
- 2007 — «Прикончить чародея»
- 2007 — «Возвращение чародея»

### Серия «Вселенная неудачников»
В соавторстве с Романом Злотниковым
- 2009 — «Вселенная неудачников»
- 2010 — «Маневры неудачников»
- 2011 — «Шанс для неудачников» (2011) тома 1 и 2 (также выпускалась под названием «Война неудачников»)

### Серия «Супермен должен умереть»
- 2019 — «Супермен должен умереть» том 1
- 2019 — «Супермен должен умереть» том 2

### Серия «Боб Кэррингтон»
- 2022 — «Принцесса где-то там»
- 2023 — «Принцесса где-то там 2»
- 2023 — «И уйти в закат»

### Серия «Система дефрагментации»
- 2019 — «Физрук»
- 2020 — «Возвышение физрука»
- 2020 — «Больше, чем физрук»
- 2020 — «Ф — значит физрук»
- 2020 — «Физрук и вот это вот все»
- 2021 — «Физрук навсегда»
- 2021 — «Борден»
- 2021 — «Век сурка»
- 2022 — «Что нас не убивает»

### Серия «Сам себе цикл»
- 2021 — «Сам себе клан»
- 2022 — «Сам себе князь»

### Серия «Кто-то внутри»
- 2023 — «Кто-то внутри»
- 2024 — «Кто-то внутри 2»
- (нет даты) — заявлено продолжение серии (пока не вышла)

### Вне серий
- 2002 — «Осина и серебро» (повесть, сетевая публикация)
- 2002 — «ДТП» (другое название — «Дтп будущего», рассказ, сетевая публикация)
- 2005 — «Понты и волшебство»
- 2005 — «Древнее китайское проклятие»
- 2005 — «Подземная Канцелярия»
- 2006 — «О людях и бегемотах»
- 2006 — «Во имя рейтинга»
- 2013 — «Цивилизация страуса»
- 2019 — «Страннее чем жизнь» (пишется; по состоянию на 25.12.2020 последнее обновление было 01.11.2019)

## Критика и рецензии
- Роман Злотников, Сергей Мусаниф «Манёвры неудачников».
- Сергей Мусаниф «Имперские танцы».
- Сергей Мусаниф «Первое правило стрелка» // Юмористическое фэнтези; Сергей Мусаниф «Второе правило стрелка» // Юмористическое фэнтези.
- Сергей Мусаниф «Понты и волшебство».
- Сергей Мусаниф «Цвет мира — серый».
- Сергей Мусаниф «Древнее китайское проклятие».
- Роман Злотников, Сергей Мусаниф «Шанс для неудачников том1» // Роман Злотников, Сергей Мусаниф «Шанс для неудачников том2».